# Santuario della Madonna dello Splendore
Il santuario della Madonna dello Splendore è un importante edificio di culto a Giulianova, con l'annesso convento, la fontana miracolosa e il Museo d'arte dello Splendore e la Biblioteca "Padre Candido Donatelli". Il santuario è una delle principali attrazioni religiose e artistiche della città, ed è meta di numerosi pellegrinaggi.

## Storia

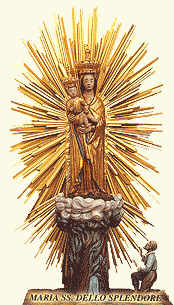
Statua dello Splendore

Nel 1559 fuori le mura di Giulianova i Cappuccini ebbero un primo luogo in donazione degli Acquaviva, costruendo una chiesa dedicata a san Michele Arcangelo, dove oggi si trova la "casa Maria Immacolata". Il santuario sorse nel luogo dell'apparizione della Vergine il 22 aprile 1557, secondo la tardiva storia redatta dopo la metà del Seicento dal monaco celestino Pietro Capullo. In realtà, studi storici hanno chiarito come il monaco cronista abbia scambiato la data della costruzione dell'antico portico, eretto per la fine della guerra del Tronto, con quella dell'apparizione; dato anche che il santuario appare nei documenti come eretto già negli anni venti del Cinquecento, l'apparizione sarebbe da riferire alla fine del Quattrocento, in contemporanea alla fondazione di Giulianova per volere di Giulio Antonio I Acquaviva d'Aragona. Nel settembre del 1847, con decreto di Ferdinando II delle Due Sicilie e con rescritto della Santa Sede, ottenuto dal vescovo di Teramo monsignor Berrettini, i cappuccini presero dimora nell'antica abbazia dei monaci celestini da questi lasciata nel marzo 1807, a seguito della soppressione napoleonica. Soppressa anche la comunità dei cappuccini nel 1866 per le leggi piemontesi, il santuario non fu mai del tutto abbandonato, grazie anche alla fondazione della Confraternita della Madonna dello Splendore nel 1826. Giacché l'antico monastero nel frattempo era divenuto Ospedale civile, tornati i Cappuccini e ospitati in alcune stanze, il 7 marzo 1927 fu acquistato un sito adiacente al santuario e il 28 agosto fu posta la prima pietra del nuovo convento, che nel 1938 fu costituito sede dello studentato del liceo classico, rimastovi fino al 1965. La chiesa barocca, ornata per volere dei duchi Acquaviva, venne completamente stravolta tra il 1937 e la metà degli anni Cinquanta del Novecento. Ad oggi restano i quattro dipinti che erano posti sugli altari laterali, opere di Giacomo Farelli con i Misteri della Vergine. Negli anni 1968-71 il convento ha ospitato un piccolo seminario serafico; nel triennio 1989-92 con interventi di bonifica e ristrutturazione degli ambienti attorno alla "sorgente della Madonna", è stato riedificato un tempietto votivo circondato da ambiente verde.
Interventi di largo respiro negli anni 1990-2000, riservando alla fraternità dei cappuccini alcuni ambienti, hanno ristrutturato i piani superiori per ospitare il Museo d'arte dello Splendore, e la vecchia legnaia accolse la biblioteca del convento. Lungo la via Bertolino è stata realizzata una Via Crucis monumentale con sculture in bronzo dell'artista Ubaldo Ferretti, allievo di Pericle Fazzini; nel 2001 fu sostituito il vecchio organo con uno più monumentale di A. Girotta.

## Descrizione

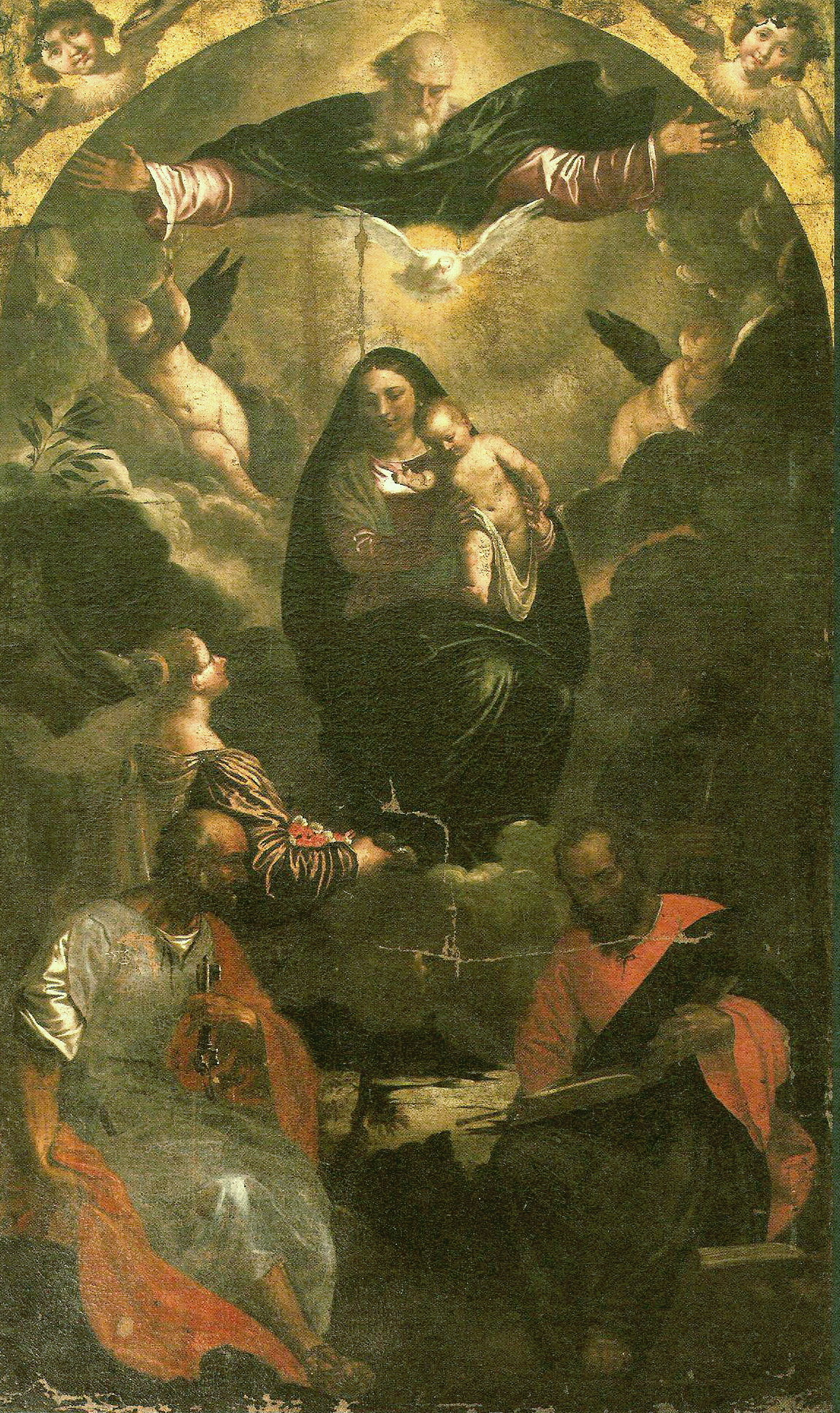
La Madonna del Veronese

L'interno della chiesa, completamente spogliato della elegante decorazione barocca seicentesca, è oggi a croce latina, ed è decorato con grandi pitture murali, eseguite nel 1954 da Alfonso Tentarelli su progetto di padre Giovanni Lerario; sull'altare maggiore vi è custodita la venerata e miracolosa statua della "Madonna dello Splendore", scultura lignea policromata della Madonna col Bambino benedicente, di autore ignoto, della prima metà del XV secolo, proveniente con tutta probabilità dalla città medievale di Castel San Flaviano. Il 15 agosto 1914 con solenne cerimonia sul capo della Madonna fu posta una corona d'argento laminato d'oro, cesellata dalla famiglia Migliori, proprietaria di una nota manifattura di corallo. Intorno al 1950 la statua è stata inserita in una raggiera, simbolo della luce divina, posta sopra un tronco d'albero per rievocare l'olmo su cui apparve.
Nella sacrestia notevole è la pala cinquecentesca della Vergine col Bambino in Gloria tra santi Pietro, Paolo, Dorotea e Francesco, secondo alcuni opera di Paolo Veronese, mentre secondo gli ultimi studi una copia seicentesca, facente parte della galleria ducale e donata dalla duchessa Giulia Colonna, e il bel tabernacolo ligneo con inseriti d'ebano realizzato tra il 1720 e il 723, attribuito ai maestri cappuccini Fra' Serafino da Nembro, Fra' Michele della Petrella Tifernina e Fra' Stefano da Chieti, proveniente dal Convento di San Michele soppresso dai francesi all'inizio dell'Ottocento, oggi Casa "Maria Immacolata". Del pittore Giacomo Farelli sono i quadri olio su tela presenti nel coro, rappresentanti  L'Immacolata Concezione - L'Annunciazione dell'Angelo - Natività di Gesù - Assunzione di Maria in cielo. Gli interventi di recupero e valorizzazione avviati nel 1986, oltre ad aver interessato la facciata, ricostruita in stile neo-romanico secondo il progetto degli anni trenta, con portico d'accesso ad arcate a tutto sesto, a capanna con rosone centrale. L'acqua della fontana miracolosa è stata canalizzata e raccolta in apposite vasche nei giardini del convento, dove è stato realizzato un tempietto impreziosito da mosaici artistici e bassorilievi in marmo raffiguranti scene del Vecchio e Nuovo Testamento; il piccolo belvedere è adornato dalle statue bronzee di san Michele che schiaccia la serpe di Satana, e di san Francesco d'Assisi, rappresentato con le braccia alzate per glorificare Dio. L'ampliato piazzale di accoglienza è dominato da una grande statua in bronzo del Cristo, dove campeggia la scritta "EGO SUM VIA VERITAS ET VITA".

## Fonte miracolosa e apparizione mariana

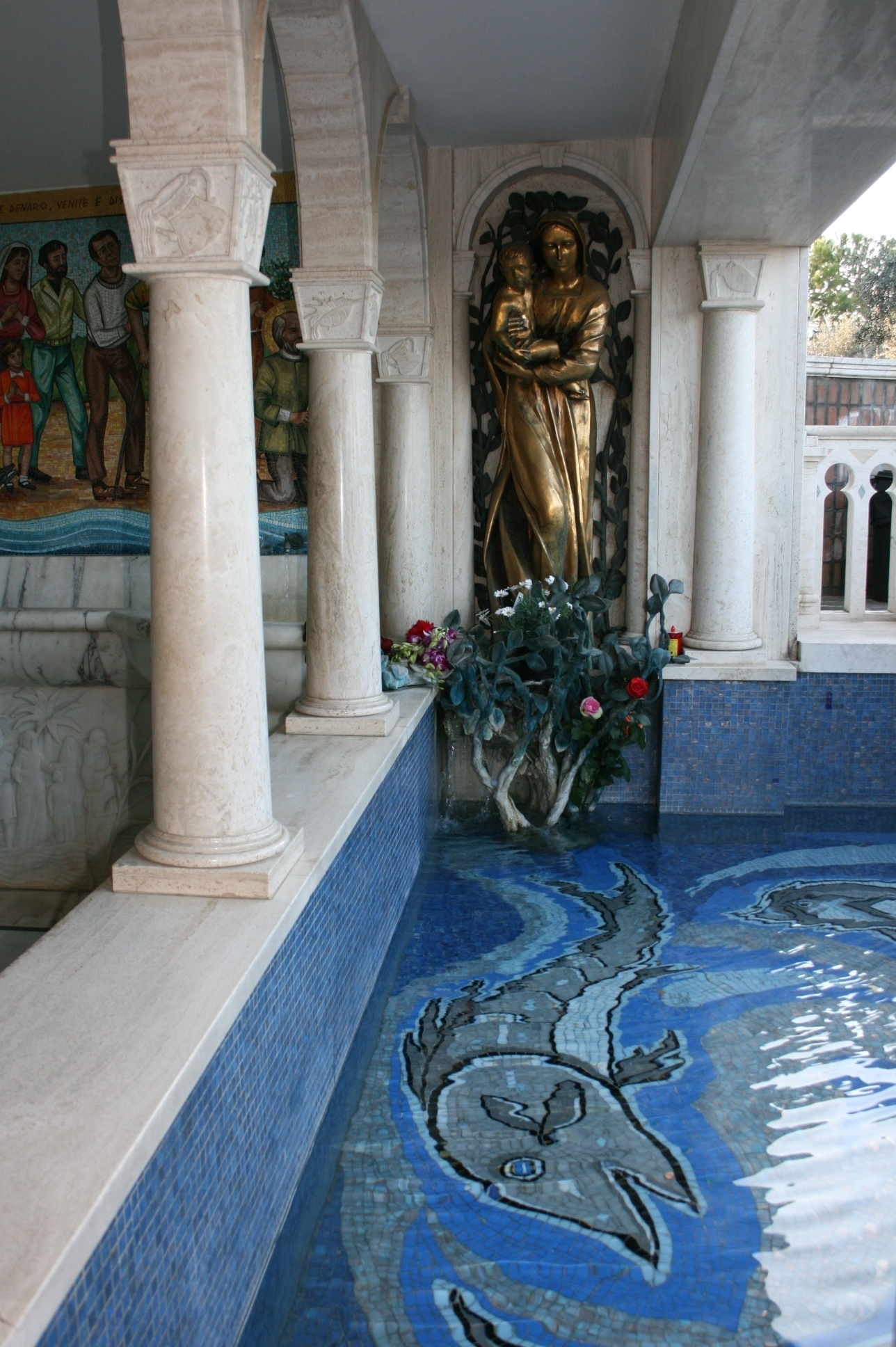
Fontana miracolosa

Gli eventi dell'apparizione vengono narrati dalla Cronaca redatta dal monaco Capullo negli anni settanta del Seicento. Il contadino, dopo aver accumulato della legna sulla collina a Nord di Giulia, si riposò all'ombra di un olmo e mentre dormiva una luce abbagliante lo investì. La Madonna col bambino gli apparve assisa sull'albero, comunicandogli di aver scelto la città di Giulia come luogo per la sua venerazione e di recarsi presso i governanti perché sul colle fosse costruita una chiesa. Bertolino così si recò nel palazzo ducale e la corte Acquaviva lo cacciò bruscamente; nonostante i dubbi, il contadino si convinse a tornare al Palazzo dopo una seconda apparizione mariana durante la quale la Vergine gli promise che sarebbe stato creduto. Stavolta, alle parole del veggente un membro della corte prese a malmenarlo, ma la Madonna paralizzò la mano dell'aguzzino togliendogli anche la parola. Stupefatti dall'accaduto, il governatore con la corte, il clero e tutto il popolo, guidati da Bertolino in solenne processione, si recarono verso il luogo delle apparizioni, dove la Vergine apparve di nuovo raggiante di luce sull'olmo e fece scaturire una sorgente di acqua miracolosa ai piedi dell'albero, oggi in corrispondenza dell'altare maggiore.